# Liste der Wappen in Würzburg
Die Liste der Wappen in Würzburg zeigt die Wappen in der bayerischen Stadt Würzburg.

## Würzburg

Stadt Würzburg In Schwarz eine schräg gestellte, eingekerbte, von Rot und Gold gevierte Fahne an silberner Lanzenstange.

- Stadt
Würzburg
In Schwarz eine schräg gestellte, eingekerbte, von Rot und Gold gevierte Fahne an silberner Lanzenstange.

## Ehemalige Gemeinden mit eigenem Wappen

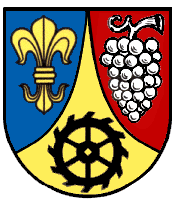
Gemeinde Lengfeld
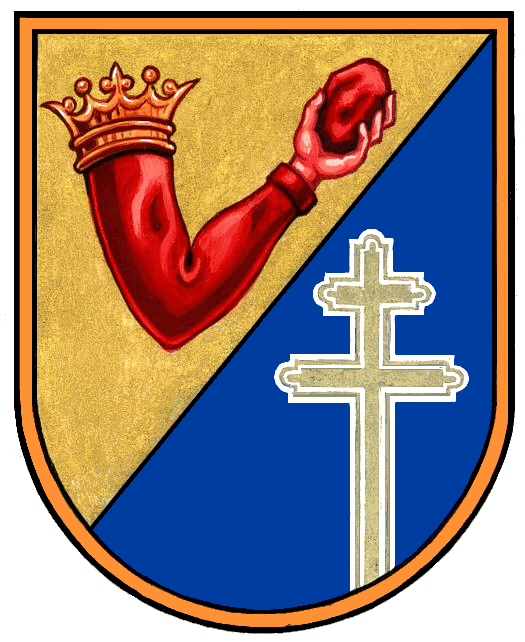
Gemeinde Oberdürrbach
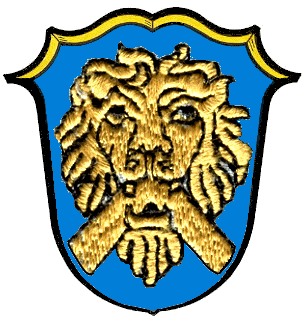
Gemeinde Versbach